# Midway (Arkansas)
Pour les articles homonymes, voir Midway.
Midway est une municipalité du comté de Baxter, dans l’État de l’Arkansas aux États-Unis.